# Хуан де Діос Рамірес Пералес
Хуан де Діос Рамірес Пералес (ісп. Juan de Dios Ramírez Perales, нар. 8 березня 1969, Мехіко) — мексиканський футболіст, що грав на позиції центрального захисника, насамперед за клуб «УНАМ Пумас», а також національну збірну Мексики.

## Клубна кар'єра
У дорослому футболі дебютував 1988 року виступами за команду «УНАМ Пумас», в якій за наступні шість сезонів взяв участь у 155 матчах чемпіонату.
Згодом провів по одному сезону за «Монтеррей» і «Торос Неса», після чого 1996 року приєднався до «Атланте», виступам за який присвятив наступні чотири роки кар'єри. 
На початку 2000-х грав за «Гвадалахару», «УНАМ Пумас» та «Ірапуато», а завершував кар'єру 2002 року у формі клубу «Веракрус».

## Виступи за збірну
1991 року дебютував в офіційних матчах у складі національної збірної Мексики. 
У 1993 року був учасником відразу двох великих міжнародних турніров — спочатку тогорічного Кубка Америки в Еквадорі, де мексиканці грали як запрошена команда, а згодом — Золотого кубка КОНКАКАФ 1993 року. Якщо всю першість Південної Америки, на якій Мексика здобула «срібло», Рамірес Пералес провів на лаві для запасних, то на чемпіонаті Північної Америки він вже був основним гравцем і допоміг своїй збірній учетверте стати чемпіоном континенту.
Наступного року поїхав до чемпіонат світу 1994 року до США, де знову був основним гравцем і взяв участь в усіх чотирьох іграх команди, яка припинила боротьбу на стадії 1/8 фіналу. Ще за рік додав до свого активу одну гру на Кубку Америки 1995 в Уругваї.
Загалом протягом кар'єри у національній команді, яка тривала 5 років, провів у її формі 49 матчів.

## Титули і досягнення
- Переможець Золотого кубка КОНКАКАФ: 1993
- Срібний призер Кубка Америки: 1993